# معركة غاجرا
معركة غاجرا وقعت عام 1529م وهي المعركة الكبرى والأخيرة في توسع سلطنة مغول الهند بعد معركة بانيبات الأولي ومعركة خانوه قادها ظهير الدين بابر مؤسس سلطنة مغول الهند نتج عن المعركة ضم ولاية بهار لسلطنة مغول الهند .